# Acido 3-amminobenzoico
L'acido 3-amminobenzoico, conosciuto anche come acido meta-amminobenzoico o MABA, è un amminoacido non proteinogenico, isomero dell'acido amminobenzoico.

## Proprietà
A temperatura ambiente, MABA si presenta come un solido bianco leggermente solubile in acqua. Ha una bassa tossicità e non dimostra cancerogenicità.

## Sintesi e reazioni
MABA può essere ottenuto per riduzione dell'acido 3-nitrobenzoico. Viene utilizzato principalmente per la produzione di coloranti azoici.